# Protopselaphus

Protopselaphus (лат.) — род жуков-стафилинид, единственный в составе монотипического подсемейства Protopselaphinae  Newton & Thayer, 1995.

## Распространение
Юго-Восточная Азия: Малайзия.

## Описание
Мелкие коротконадкрылые жуки, длина тела от 1,2 до 2,1 мм. Основная окраска тела желтовато-коричневая. Усики 11-члениковые, последние три членика крупные и образуют расширенную булаву. Нижнечелюстные щупики состоят из 4 сегментов, нижнегубные щупики 3-члениковые. Глаза округлые, выступающие. Переднеспинка овальная с полностью закругленными боковыми краями. Надкрылья относительно длинные, с параллельными сторонами и слегка закругленными задними краями. Ноги тонкие. Часть видов с мелкими глазами и бескрылые с более короткими надкрыльями. Тело без ямок, характерных для близкого подсемейства Pselaphinae.

## Систематика
- Protopselaphus Newton & Thayer, 1995
  - P. burckhardti
  - P. crowsoni
  - P. frogneri
  - P. grandis
  - P. loebli
  - P. poringensis
  - P. taylori
  - P. watrousi Newton & Thayer, 1995 — typus